# 钟花垂头菊
钟花垂头菊（学名：Cremanthodium campanulatum）为菊科垂头菊属的植物，为中国的特有植物。分布于缅甸以及中国大陆的云南、西藏等地，生长于海拔3,200米至4,800米的地区，一般生长在林缘、高山草甸、灌丛中、草坡以及高山流石滩，目前尚未由人工引种栽培。

## 异名
- Cremanthodium campanulatum (Franch.) Diels var. brachytrichum Ling et S. W. Liu
- Senecio campanulatus
- Cremanthodium wardii
- Cremanthodium larium